# Писменост
Писмеността е система от знаци, предназначена за представянето на езици в писмена форма (текстово). Писмеността включва набор от знаци или символи, както и правилата за тяхното използване. Знаците могат да включват символи, фонеми, срички или цели обекти. Те се записват върху някакъв физически носител (например хартия, текстил и др.), чрез който се предава информация.

## История и развитие
Преди появата на писмеността хората пазят в паметта си това, което са научили. Трудно е да се запомни всичко, както и да го предадат на следващите поколения. С течение на времето знанията стават прекалено много и се появява нуждата от писменост.
Писмените системи са предшествани от древна писмена форма, най-често пиктограма, представляваща графично изображение на цели думи или дори цели ловни сцени. Примери за такива писмени форми са:
- Писмеността Цзяху, издълбана върху коруби от костенурки в Цзяху, Китай през 6600 г. пр.н.е.
- Винчански символи, открити върху Търтърските таблици, от 5300 г. пр.н.е.
- Първоначалното Индуско писмо от 3500 г. пр.н.е.

Предполага се, че писмеността се появява на няколко места в древния свят независимо едно от друго. Първите запазени писмени системи се появяват през началото на бронзовата епоха през четвъртото хилядолетие пр.н.е. Шумерското клинописно писмо и египетските йероглифи се смятат за първите писмени системи, които се появяват през периода 3400 – 3200 г. пр.н.е. като първият разбираем текст датира от 2600 г. пр.н.е. Общоприето е че шумерската писменост се разработена индивидуално, но все още има дебати по въпроса дали египетските йероглифи са създадени самостоятелно, или са заимствани от Шумер. Подобен дебат има и за китайското писмо, което е създадено през 1200 г. пр.н.е. Доколумбовите мезоамерикански писмени системи (включително на олмеките и маите) също се смятат, че са създадени самостоятелно. Инките използват система от разноцветни шнурове с разположени върху тях възли. Писмеността се нарича кипу.
Първото консонантно писмо се появява преди 2000 г. пр.н.е. за нуждите на език създаден от семитските племена в Синайския полуостров. Много от днешните азбуки са наследници на това писмо, много чрез финикийската писменост, или са вдъхновени от нея.
Първата истинска азбука е гръцката, която въвежда гласните през 800 г. пр.н.е. Латинската азбука, която е неин директен наследник, е най-популярната азбука днес.

## Видове
Писменостите най-често се класифицират в зависимост от значението, носено от графемите в съответната система. Важно е да се отбележи, че никоя от днес съществуващите писмени системи не е изцяло принадлежаща към дадена категория.

### Логографическа писменост
Логограма е графема, която изразява цяла дума. Повечето китайски йероглифи се считат за логограми.
Тъй като всеки символ означава една-единствена дума (или по-точно морфема), трябва да съществуват много логограми за да се изпишат всички думи на езика. Широкият спектър на логограми и трудността на запомняне е основният недостатък на логографическа писменост пред азбучната. Тъй като смисълът на думата е присъщ на думата, на теория логографическата писменост може да се използва от различни езици. На практика обаче това е вярно само за близки езици, като китайските, тъй като синтактичните ограничения намаляват преносимостта на дадена логографическа система. Японският използва китайски логограми в своите писмени системи като символите имат същите или подобни значения. Въпреки това семантиката и граматиката са достатъчно различни за да направят дълъг китайски текст трудноразбираем за японски читател, който няма познания по китайската граматика, въпреки че кратки фрази, като тези по табели и заглавия на вестници, се разбират лесно.
Въпреки че повечето езици не използват логографическа писмена система, много езици използват някои логограми. Пример за това е индо-арабската бройна система – всеки който използва логограмата 1 знае какво означава тя без значение каква е думата в съответния език. Други използвани логограми са &, @, %, както и знаците за валута ($, ¢, €, £, ¥ и т.н.)
Най-важната (и до някаква степен единствената оцеляла) модерна логографическа писмена система е китайската, чиито логограми се използват или са били използвани от китайския, японския, корейския, виетнамския и други източноазиатски езици. Древноегипетските йероглифи и писмеността на маите са също логографически системи, но вече не се използват.

### Сричкова писменост
Това са писмености, при които различните графеми се използват за обозначаване на срички от съответния език. Така сричковите писмености се различават от логографическите писмености, при които графемите обозначават цели думи и от позвуковите писмености (като азбуката), при които графемите обозначават отделни звукове. Тези писмени системи са пригодни за езици с ограничен брой срички, като японския, някои индиански и африкански езици.
Така черокската писменост е създадена за нуждите на северноамериканското племе чероки и се състои от 85 знака, по един за всяка сричка от езика.

### Азбуки
Азбуките в общия смисъл на понятието включват графеми, наричани букви, на които съответстват определени звуци, фонеми.

#### Абджад
Най-рано възникналият вид азбука е абджадът. Абджад е азбучна писмена система, където има символ за всяка съгласна. Абджад се различава от останалите азбуки по това, че има символи само за съгласните звуци, а гласните обикновено не се отбелязват.
Всички познати абджади (с изключение може би на тифинаг), принадлежат на семитското семейство писмености и произтичат от първоначалния северен линеен абджад. Причината за това е, че семитските езици и близките до тях берберски езици имат морфемна структура, която прави означаването на гласните излишно в повечето случаи.
Някои абджади като арабския и иврит имат обозначения за гласните, но ги използват само в определени случаи, като например при обучение. Много писмени системи произлезли от абджада са разширени с гласни букви за да станат пълни азбуки, като най-известният случай е гръцката азбука, произлязла от финикийския абджад. Това най-вече се получава, когато писмената система се адаптира за несемитски език.
Терминът абджад носи името си от стария ред на съгласните в арабската азбука – алиф, ба, джим, дал – въпреки че думата може да има по-ранни корени във финикийския или угаритския.
Днес абджад все още е думата за азбука в арабския, малайския и индонезийския.

#### Абугида
Подобно на абджадите, абугидите имат само графеми, обозначаващи съгласните звукове, но те търпят различни модификации в зависимост от следващата гласна. Географски абугидите са разпространени по целия свят и се смята, че повече от половината съществуващи писмености изобщо спадат към този клас. Наименованието на този тип писмени системи идва от първите четири букви от етиопската абугида ге'ез.
Най-широко разпространената абугида е деванагари, използвана от редица езици на Индийския субконтинент. Тя е смятана за свещена от древните индийци, според които чрез нея може да бъде представен всеки съществуващ членоразделен звук.

#### Същинска азбука
Същинските азбуки използват графеми за всеки отделен звук – както гласен, така и съгласен. Названието идва от имената на първите две букви от глаголицата и кирилицата (аз, буки). Исторически, първата азбука е създадена от древните гърци, които адаптират финикийския абджад за нуждите на своя език, добавяйки букви за гласните. Най-разпространените азбуки в света – латиницата и кирилицата – водят своето начало от гръцката. Повечето азбуки обхващат 20 до 30 основни символа. Най-малката азбука е на езика мура-пираха с 10 букви, а най-голяма е арменската, състояща се от 74 букви.
Латиницата, най-разпространената азбука в света, е наследство от древните римляни, за които се предполага, че са модифицирали версия на тогавашната гръцка азбука за своите нужди. Посредством римляните и по-късно католицизма латиницата се налага сред западноевропейските народи, които на свой ред я налагат сред много от африканските и американски народи в хода на колонизацията.
Глаголицата е първата известна славянска азбука, създадена от братята Кирил и Методий и разпространена в България от техните ученици.
Създадена за нуждите на славянските народи, кирилицата е до голяма степен базирана на гръцката азбука. Благодарение на просветителската дейност на Първото българско царство получава разпространение сред повечето славянски народи, а по-късно руската експанзия в Далечния изток налага азбуката и сред тамошните народи.

## Посока на писане
Различните писмени системи могат да бъдат групирани и в зависимост от посоката на изписване на знаците. Българската азбука, както и по-голямата част от азбуките по света биват изписвани от ляво надясно. Това е вярно и за абугидите и посричковите писмености, докато абджадите без изключение се пишат от дясно наляво. Логографическите писмености от Далечния изток могат да бъдат изписвани от ляво надясно, от дясно наляво или от горе надолу, като се срещат и трите варианта. Интерес представлява случаят с някои филипински писмености, които се пишат от долу нагоре, следвайки аналогията, че както устното слово се отдалечава от човек, докато го произнася, така и писменото слово трябва да се отдалечава, докато се изписва. Бустрофедонът е писмена система, използвана от много от древните средиземноморски народи, състояща се в обръщане на посоката на писане като се стигне до края на реда – идеята е погледът на четящия да не се връща по дължината на целия ред, без да чете.

## Свързани области
Използването на писменост от човечеството е довело до появата на някои приложни области на познание. Калиграфията е изкуството на красивото писане, която е била от изключителна важност в отминалите епохи, когато ръкописът е бил единственият начин за създаване и възпроизвеждане на писмени носители. Стенографията се занимава с ускоряване на ръкописното писане. Типографията може да бъде възприета отчасти като изкуство и отчасти като наука, тъй като се занимава с както с естетическото, така и с ефективното възпроизвеждане на писмеността в печатен и/или компютърен вид.